# Krysznaizm
Krysznaizm – początkowo odrębna religia w łonie hinduizmu, później (po uznaniu Kryszny za awatara Wisznu) forma wisznuizmu, w której źródłem wszechrzeczy – isztadewatą, czyli Bogiem osobistym – jest Kryszna. Dla wyznawców Gaudija wisznuizmu Kryszna jest Najwyższą Osobą Boga i źródłem dziesięciu swoich inkarnacji (awatarów) (w tym również Wisznu).
Krysznaizm opiera się na bhakti i bhaktijodze. Świętą księgą krysznaizmu jest Bhagawadgita.
Poza Indiami krysznaizm praktykowany i propagowany jest m.in. przez Międzynarodowe Towarzystwo Świadomości Kryszny.

## Historia
Chociaż Kryszna jest znany w Indiach od około X wieku p.n.e., to kult (o wyraźnych cechach monoteizmu), skoncentrowany na oddawaniu czci tylko jemu pojawił się dopiero w XII w. Była to część tzw. „odrodzenia hinduizmu” zagrożonego w swoim istnieniu przez niektórych władców muzułmańskich, uważających hinduizm za religię pogańską.
Wbrew opiniom wyznawców islamu w hinduizmie bramińskim od czasów najdawniejszych istniało pojęcie Najwyższego Boga (Absolutu-Brahmana), który mógł objawiać się w niezliczonych formach różnych bóstw. Ta koncepcja monoteistyczna została podkreślona przez Dźajadewę, który w XII w. w poemacie Gitagovinda stworzył koncepcję boskiej miłości Kryszny i Radhy jako obrazu uniwersalnej miłości Najwyższego Boga do swoich wyznawców. W ten sposób Kryszna – Pan Pasterzy- dwuręki, błękitnoskóry młodzieniec, grający na flecie, uosabiał Najwyższą Osobę Boga, tzn. jedyną najpełniejszą i prawdziwą formę Boga. Jednocześnie rozwijał się inny kierunek, reprezentowany m.in. przez poetkę Mira Bai, ascetę Ramanandę, poetę Namdewę i mistyka Kabira, którzy głosili, że tylko miłość i całkowite oddanie Wisznu (i Krysznie, jako jednemu z jego awatarów), zapewnia wyzwolenie z cyklu inkarnacji.
Najprawdopodobniej pod wpływem Ramanandy pozostawał najważniejszy twórca doktryny krysznaizmu Ćajtanja Mahaprabhu, filozof, asceta, wpadający w ekstazę wizjoner (uznawany przez swoich zwolenników za inkarnację Kryszny), który głosił, że tylko całkowite poświęcenie wszystkich myśli i czynów Krysznie oraz bezwarunkowa miłość do tego boga, zapewni ludziom wyzwolenie z negatywnych skutków przeszłych i obecnej inkarnacji oraz pozwoli połączyć się z Kryszną w jego wiecznej siedzibie. Te nauki znalazły wielu zwolenników wśród wyznawców hinduizmu, dając nadzieję ucieczki od nędzy i beznadziejności pod panowaniem obcego i wrogiego islamu.
Kolejnym pokoleniem teologów krysznaizmu byli Narottama, Sriniwasa i Śjamananda, którzy koncentrowali się na umocnieniu i propagowaniu nauk Ćajtanji na obszarze Bengalu i Orisy.
W XVII w. Wiszwanat Ćakrawarti Thakur sprecyzował zasady raganuga-bhakti w dziełach takich jak Raga-wartma-czandrika. Jego uczeń Baladewa Widjabhuszan napisał słynny komentarz Gowinda Bhaszja na temat Wedanta Sutry.
W XVIII w. działało wielu wybitnych teologów ruchu z których najważniejsi to: Siddha Dżajakriszna Das Babadżi z Kamjawanu i Siddha Krisznadas Babadżi z Gowardanu- znany mistrz wewnętrznego praktykowania raga-bhadżanu.
XVII i XVIII wiek zapoczątkowały upadek ruchu i zmniejszenie jego popularności w Indiach. Odrodzenie przyniósł dopiero XX wiek, przede wszystkim dzięki działalności Bhaktiwinody Thakura, który był urzędnikiem brytyjskiego rządu w Indiach. Jego syn- Bhaktisiddhanta Sarasvati Thakura kontynuował działalność ojca, zakładając 64 ośrodki gaudija wisznuizmu w Indiach i innych krajach. Jego najważniejsi uczniowie utworzyli własne ośrodki (matha) po śmierci mistrza w 1936. Obecnie wyznawcy różnych odłamów krysznaizmu są obecni w większości krajów świata.
W 1896 urodził się Abhaj Ćaranarawinda Bhaktiwedanta Swami Prabhupada (sanskryt अभयचरणारविन्द भक्तिवेदान्त स्वामीप्रभुपाद, trl. abhaya-caraṇāravinda bhakti-vedānta svāmī prabhupāda, bengali অভয়চরনাবিন্দ ভক্তিবেদান্ত স্বামীপ্রভুপাদ, zm. 14 listopada 1977) – Który założył Międzynarodowe Towarzystwo Świadomości Kryszny, będące pierwszą grupą wisznuicką, której udało się działać (zdobywać wyznawców, zakładać ośrodki itp.) na szeroką skalę na Zachodzie. Obecnie jest to najpopularniejsza misja Gaudiya Wisznuizmu.